# Hugo Kubát
Hugo Kubát (1. prosince 1873 Kladno – 12. února 1932 Praha) byl český správní úředník, za první Československé republiky zemský prezident pro Zemi Českou.

## Politický životopis
Narodil se v Kladně čp. 887 do rodiny učitele Linharta Kubáta a jeho manželky Marie, rozené Šternové. Od roku 1889 působil v politické správě českého místodržitelství v Praze, následně jako okresní hejtman v Pelhřimově a Kamenici nad Lipou. V roce 1916 se stal členem prezidia českého místodržitelství v Praze. Po vzniku první Československé republiky byl úředníkem ministerstva vnitra, od roku 1920 šéfem jeho prezidia. V roce 1926 byl jmenován prezidentem zemské správy politické v Čechách a v letech 1928 až 1932 působil ve funkci zemského prezidenta pro Zemi Českou. Zemřel na pražském Smíchově na komplikace spojené s cukrovkou. 
V roce 1905 se v Pelhřimově oženil s Marií Janáčkovou, dcerou pelhřimovského učitele. O rok později se jim narodila dcera Marie, později provdaná Andělová.